# Grava distrikt
Grava distrikt är ett distrikt i Karlstads kommun och Värmlands län. Distriktet ligger omkring Skåre i södra Värmland och omfattar bland annat en mindre del av tätorten Karlstad. 

## Tidigare administrativ tillhörighet
Distriktet inrättades 2016 och utgörs av Grava socken i Karlstads kommun.
Området motsvarar den omfattning Grava församling hade vid årsskiftet 1999/2000.

## Tätorter och småorter
I Grava  distrikt finns tre tätorter och fem småorter.

### Tätorter
- Karlstad (del av)
- Älvåker och Råtorp (del av)
- Skåre

### Småorter
- Hynboholm och Grönäs
- Norra Sanna
- Rud
- Södra Sanna
- Önnerudstorp